# Lanfains
Lanfains é uma comuna francesa na região administrativa da Bretanha, no departamento Côtes-d'Armor. Estende-se por uma área de 21,79 km². Em 2010 a comuna tinha 1 115 habitantes (densidade: 51,2 hab./km²).